# Shi Ming
Shi Ming (* 12. Februar 1957 in Beijing) ist ein chinesisch-deutscher Journalist und Publizist.

## Leben
Shi Ming wurde geboren als Sohn eines Stadtplaners und Architekten und einer Hochschuldozentin. Nach Ende der Kulturrevolution studierte er an der Zweiten Fremdsprachenuniversität in Beijing Germanistik und Rechtswissenschaft. Er arbeitete als Sprecher, Übersetzer und später Journalist bei Radio Beijing und ab 1986 als Wirtschaftsjurist. Ab 1987 vertrat er die China National Technical Import and Export Corporation in Köln.
Nach der Niederschlagung der Demokratiebewegung blieb er 1989 in Deutschland. Er arbeitet seit 1990 als freier Journalist und Publizist für deutschsprachige Medien, vor allem die Deutsche Welle, ARD-Anstalten, ZDF und Zeitungen wie Süddeutsche Zeitung, Frankfurter Allgemeine Zeitung, taz und Le Monde diplomatique. In seinen Veröffentlichungen befasst er sich mit der gesellschaftlichen Transformation und dem politischen Alltag in China.
Von 2004 bis 2012 war Shi Ming Mitglied des Präsidiums des PEN-Zentrums Deutschland.

## Werke (Auswahl)
- Wie Weiches über Hartes siegt. Die hohe Schule der Kampfkunst. Aurum, Braunschweig 1998.
- mit Daniel Leese: Chinesisches Denken der Gegenwart. Schlüsseltexte zu Politik und Gesellschaft. Beck, München 2023.

## Auszeichnungen
- 1995: Civis-Preis für Hörfunk für das Hörfunkfeature Nachtgespräch eines chinesischen Journalisten mit Kurt Tucholsky
- 2008: Bayerischer Fernsehpreis für den Dokumentarfilm Chinas Größenwahn am Yangtse (mit Thomas Weidenbach)
- 2010: Grimme-Preis für den Dokumentarfilm Tiananmen – 20 Jahre nach dem Massaker. Die Opfer erzählen (mit Thomas Weidenbach)[2]